# Castilblanco de los Arroyos
Castilblanco de los Arroyos é um município da Espanha na província de Sevilha, comunidade autónoma da Andaluzia, de área 325 km² com população de 4986 habitantes (2007) e densidade populacional de 14,45 hab/km².

## Demografia
| Variação demográfica do município entre 1991 e 2004 | Variação demográfica do município entre 1991 e 2004 | Variação demográfica do município entre 1991 e 2004 | Variação demográfica do município entre 1991 e 2004 |
| --------------------------------------------------- | --------------------------------------------------- | --------------------------------------------------- | --------------------------------------------------- |
| 1991                                                | 1996                                                | 2001                                                | 2004                                                |
| 4045                                                | 4457                                                | 4547                                                | 4682                                                |